# Bulbophyllum schillerianum
Bulbophyllum schillerianum là một loài phong lan thuộc chi Bulbophyllum.